# زبان‌های آلگانکی شرقی

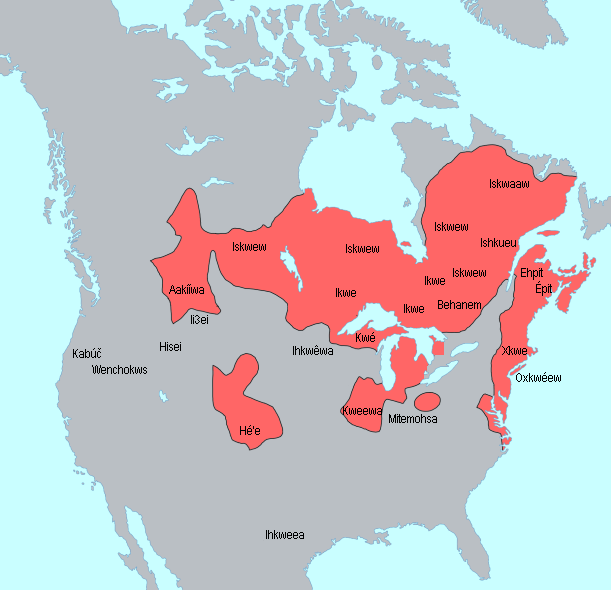
زبان‌های آلگونکویان شرقی از استان ماریتیمه کانادا تا کارولینای شمالی در آمریکا گویشگران محدودی دارند.

زبان‌های آلگونکویان شرقی زیر گروهی از خانواده زبان‌های آلگونکویان می‌باشند که خود شامل ١٧ زبان هستند. زبان‌های آلگونکویان شرقی از استان ماریتیمه کانادا تا کارولینای شمالی در آمریکا گویشگران محدودی دارند. این گونه زبان‌ها در میان زبان‌های آلگونکویانی از نظر زبانشناسی به عنوان زیرگروه ژنتیکی متفاوتی بیان می‌شوند در حالیکه دو گروه دیگر زبان‌های آلگونکویانی تنها از نظر زبان شناسی، جغرافیایی دسته بندی می‌شوند. 